# Cantó de Wasselonne
El cantó de Wasselonne (alsacià Kanton Wàssle) és una antiga divisió administrativa francesa que estava situada al departament del Baix Rin i a la regió del Gran Est.
Va desaparèixer al 2015 i el seu territori es va dividir entre el cantó de Molsheim i el cantó de Saverne.